# La Pointe courte
Pour plus de détails, voir Fiche technique et Distribution.
La Pointe courte est un film français réalisé par Agnès Varda, tourné à Sète et sorti en 1955.

## Synopsis
À la Pointe Courte, un quartier de pêcheurs de Sète, une famille de pêcheurs voit d'un mauvais œil l'arrivée de deux contrôleurs sanitaires. L'oncle Jules les renvoie chez eux sans ménagement. Les deux hommes, mécontents, ne comptent pas laisser tomber l'affaire et envisagent de revenir ultérieurement pour intensifier leurs contrôles.
En parallèle, un homme revient au village après plusieurs années d'absence pour quelques jours de vacances. Il est venu avec sa compagne parisienne, mais celle-ci lui annonce qu'elle veut le quitter. Il lui répond qu'elle a besoin de soleil, entreprend de lui faire découvrir les environs. Un ami les héberge dans une petite habitation isolée au bord de la mer.
Pendant ce temps, les pêcheurs pêchent, mais ils pêchent mal. L'un des plus jeunes d'entre eux, Raphaël, est arrêté par la police fluviale. Il est verbalisé pour avoir rapporté des coquillages à terre pour les trier au lieu de faire cela en mer. Beaucoup de pêcheurs du village ont recours à cette pratique interdite.
Les deux amoureux, de leur côté, réfléchissent à leur amour au gré de leurs promenades. La jeune femme est triste qu'ils ne s'aiment plus comme aux premiers jours. Lui n'y voit aucune raison d'inquiétude. « Tu ne m'enlèveras pas de l'esprit que l'amour entre nous a vieilli et qu'il y a de quoi pleurer » dit-elle. « Tu ne vas quand même pas rester amère jusqu'à la fin de tes jours parce que pendant quatre ans nous avons vieilli ensemble ! » répond-il.
Au village, dans la famille de l'oncle Jules, un jeune enfant meurt de maladie. Raphaël est quant à lui emmené par la gendarmerie pour effectuer cinq jours de prison. L'oncle Jules voit d'un mauvais œil la mésaventure de Raphaël et ne souhaite pas que sa fille Anna, âgée de 16 ans, continue à fréquenter le jeune homme.
De leur côté, les amoureux réfléchissent toujours à leur amour. Le calme ambiant finit par apaiser le cœur lourd de la jeune femme. « Je venais pour me séparer de toi. Il y a mieux à faire ». Le couple se rend à la ville où ont lieu les traditionnelles joutes de Sète, que la jeune femme apprécie. « Avoue que c'est gai chez moi. Tu ne regrettes plus maintenant d'être venue ? » « Je ne savais pas (...). C'est toi que je vais aimer. Natif de la Pointe Courte, fils d'un charpentier de marine, amateur de joutes et de soleil ! »
Parmi les jouteurs se trouve Raphaël, qui a bénéficié d'une permission pour participer au concours. L'oncle Jules apprécie la performance du jeune homme : « Il a bien jouté. Ça, ça va être un homme ! » Il accepte dès lors que sa fille continue à le fréquenter. Un bal est organisé après les joutes. C'est soir de fête, tout le monde chante et danse. Anna et Raphaël sont amoureux. Le couple de vacanciers repart vers Paris le cœur léger.

## Fiche technique
- Titre original : La Pointe courte
- Réalisation : Agnès Varda
- Scénario : Agnès Varda
- Conseiller technique : Carlos Vilardebó
- Conseiller artistique : Valentine Schlegel
- Photographie : Louis Stein
- Assistants opérateur : Paul Soulignac, Bernard Grasberg, Louis Soulanes
- Son : Georges Mardiguian
- Mixage son : Robert Lion
- Montage : Alain Resnais, Henri Colpi
- Assistante montage : Anne Sarraute
- Musique : Pierre Barbaud et thèmes folkloriques locaux
- Scripte : Jane Vilardebó
- Régisseur général : Jean-Pierre Bonfils
- Administrateur : Lucien Fesnac
- Société de production : Ciné-Tamaris (France)
- Société de distribution : Ciné-Tamaris (France)
- Pays d’origine :  France
- Langue originale : français
- Format : 35 mm — noir et blanc — 1.37:1 — son monophonique
- Enregistrement sonore : SIS
- Tirage : Laboratoire CMT
- Genre : drame
- Durée : 89 minutes
- Dates de sortie :
  - France : 10 mai 1955 au Festival de Cannes
  - France : 27 août 1955 avant-première à Sète
  - France : 4 janvier 1956 sortie nationale
- (fr) Classification et visa CNC : tous publics, visa d'exploitation no 16982

## Distribution
- Silvia Monfort : Elle
- Philippe Noiret : Lui
- Et « Les Pointus », pêcheurs et habitants de « La Pointe Courte », également crédités au scénario[1]

## Production

### Genèse
Agnès Varda : « Mon ignorance totale des beaux films très anciens ou récents m'a permis d'être naïve et culottée quand je me suis lancée dans le métier d'image et de son. […] Ainsi me suis-je mise, assise dans ma cour, à écrire un projet de film, les samedis et les dimanches, et quelquefois aussi pendant que des photos glaçaient ou séchaient. […] J'aimais les pêcheurs de Sète, leurs propos imagés, leur énergie à faire vivre leurs familles. […] C'est la vie quotidienne qui animait ma vie plus que ce que l'on appelait à l'époque des états d'âme. Il y avait aussi du désarroi devant la maladie de Pierre F., rongé par un cancer du cerveau. Père de deux enfants, marié à une amie très proche qui s'était vue obligée de commencer un métier. Je l'avais prise en apprentissage accéléré, puis comme assistante. Pierre était souvent là. On faisait, en semi-mensonges pieux, des projets charmants pour lui occuper l'esprit dont celui de descendre à Sète en voiture et de le filmer pour s'amuser. Qui me prêta une caméra 16 mm ? En tout cas je partis avec Pierre et Suzou pour faire des plans filmés et des plans sur la comète. La Pointe Courte, j'y allais quand j'habitais Sète dans les années 1940. C'est un quartier de pêcheurs. […] Quant on y retourna et y tourna avec Pierre F. bien malade, Suzou et lui marchaient dans les ruelles de La Pointe Courte et parmi les barques. Ce couple amical et muet préfigurait le couple bavard que j'allais imaginer plus tard. […] La maladie faisait son sale boulot, la santé de Pierrot s'aggravait. […] Suzou était près de lui quand il est mort, moi aussi. […] Je lui ai dédicacé La Pointe courte. En fait, peut-être ai-je commencé à écrire le scénario pour donner une forme à ces impressions ressenties avec lui à La Pointe Courte ? »

### Casting
« Je voulais que les acteurs ne jouent pas ni n'expriment de sentiments, qu'ils soient là et qu'ils disent leur dialogue comme s'ils le lisaient. En fait, je pensais à des récitants de spectacles orientaux, aux couples des structures égyptiennes, mains posées sur les cuisses et aux gisants qui vont par deux dans les églises sombres. […] En tous cas, je ne dirai jamais assez avec quelle générosité Silvia et Philippe m'ont permis d'aller au bout de ce projet, essai, manifeste, déclaration de foi et premier film qu'est La Pointe courte. »

— Agnès Varda dans Varda par Agnès.
- Agnès Varda[2] :
— « Philippe Noiret à la silhouette imposante. Il avait joué, deux ans auparavant, le duc de Lorenzaccio avec un force et une ampleur rares chez un si jeune homme. Il avait aussi, entre autres, une nuque exquise : ses cheveux se terminaient en une douce vague. Je lui ai proposé le rôle à quelques jours du tournage. Il a accepté d'emblée et a vécu loyalement et calmement notre aventure sans argent ni confort. Il a souffert de mes manques et de mes choix. »
— « Silvia Monfort, curieuse et pionnière de nature, elle s'essayait dans un genre différent de celui de la gouvernante de Feuillère dans L'Aigle à deux têtes de Cocteau. Elle se jeta dans le projet avec délice et discipline. […] Je crois bien qu'elle jubilait de militer pour un cinéma à venir. Elle me plaisait pour sa ressemblance avec les femmes de Piero della Francesca, avec leur regard absent dans des visages ronds et calmes qui prolongent des cous paisibles. Son hiératisme naturel me convenait. »

### Tournage
- Périodes de prises de vue : 10 août au 30 septembre 1954 et 1re semaine de janvier 1955.
- Extérieurs : quartier de La Pointe Courte à Sète (Hérault).
- Agnès Varda[2] : « Il a fallu le hasard d'une rencontre avec Carlos et Jane Vilardebó pour que tout devienne réalité, production et action. Il était assistant de films et réalisateur d'un court métrage, elle était scripte. À les écouter, il suffisait de se lancer. Ils savaient où louer une caméra, comment se faire prêter des lampes... Moi je venais d'hériter de mon père, décédé peu avant, deux millions de francs (de 1954). Ma mère me prêta trois millions. On emprunta un million et demi avec son appartement en garantie. Quant au capital-travail que représentait la part des techniciens et acteurs réunis en coopérative, il valait trois millions et demi. Cela faisait six millions et demi à dépenser et dix millions à rembourser, dont trois et demi en coopérative. Un film moyen en France en 1954 coûtait soixante-dix millions. On avait donc dix fois moins de sous et dix fois plus de culot, car à cette époque, contrairement à aujourd'hui, personne ne tournait avant un certain âge. […] Comme c'était mon premier film, j'avais peur de ne pas savoir. Ayant peu confiance en moi-même, je prévoyais donc tout. J'avais imaginé chaque plan, tout préparé par des photographies et des dessins. […] Les Pointus — puisque c'est ainsi que l'on nomme ces quelque 250 habitants de La Pointe — s'étaient pris au jeu. Ils nous prêtaient leurs barques, leurs outils, leurs enfants et leurs chats. Ils étaient contents que j'aie choisi de filmer la chronique de leurs travaux et de leurs soucis de pêche. […] J'ai tourné La Pointe courte en muet. Les pêcheurs et leurs familles, acteurs improvisés, faisaient de leur mieux pour lire les dialogues, mais je ne savais pas encore « diriger » des non-professionnels (ni les pros, Noiret s'en est pas mal plaint). Faute d'argent, il n'y avait pas de caméra synchrone avec du son direct. On pouvait seulement enregistrer des ambiances, des voix et des cris de mouettes. C'est à Paris qu'il a fallu faire doubler, en post-synchro et après montage, les voix des pêcheurs par des comédiens méridionaux. »

### Montage
- Agnès Varda[2] : « Il fallait trouver un monteur qui accepte de travailler sans salaire, en coopérative comme les autres techniciens. On me parle de Resnais dont je ne savais rien. […] Je n'oublierai jamais sa générosité, la façon dont, non rémunéré, il a travaillé des mois durant à ce montage, ni la leçon que j'en ai retenue. […] Il disait qu'il fallait garder au film sa raideur, sa lenteur et son parti pris sans concession. […] Resnais n'a pas essayé de se servir de son talent de monteur pour transformer le film, l'arranger, l'adapter éventuellement à une forme plus facile, plus vive ou plus rapide. Il a cherché juste le rythme de ce film-là. Plus tard, Henri Colpi a pris le relais pour les finitions, et c'est ainsi qu'il a fait, ensuite, avec moi, le montage de Du côté de la côte. »

## Accueil
- AllMovie[3] : « Au moment de sa sortie, on parlait beaucoup du fait que La Pointe courte était réalisé par une simple « femme de 25 ans ». Cette femme était la photographe professionnelle Agnès Varda, plus tard honorée par les aficionados comme « La grand-mère de la Nouvelle Vague ». Couvrant un large éventail de questions sociopolitiques, la première production cinématographique de Varda, qui aurait démarré avec un budget d'environ 20 000 $, consiste pratiquement à deux films en un, parallèlement développés. Les scénarios contigus décrivent les tentatives simultanées d'un mari et de sa femme afin de reconstruire leur mariage déliquescent, mais les intérêts de Varda résident clairement dans ce qui se passe autour d'eux, dans la trame plutôt que dans la progression linéaire des histoires elles-mêmes. Monté par Alain Resnais, La Pointe courte a été initialement et à court terme rejeté par certains critiques américains comme étant « trop artistique » ; il a depuis été réévalué par la critique comme « le premier film de la Nouvelle Vague française. Son interaction, entre conscience, émotions et monde réel, en fait directement le précurseur d’Hiroshima mon amour ». »
- Yvette Biró[4] : « Ce qui est remarquable dans La Pointe courte, c'est qu'Agnès Varda, en confrontant deux sphères de vie, établit un parallèle entre deux expériences temporelles. Les événements simples de ce village de pêcheurs sont plus qu'un arrière-plan de l'histoire du couple qui est aux prises avec ses sentiments : ils deviennent un étrange adversaire dramatique. De par leurs simultanéité, identité et antagonisme, concordance et différence, ils créent une tension. Plus la partie documentaire est dense, tout étant effacée, plus elle cède d'impulsions — inconsciemment — à l'autre qui est en apparence plus intensive et plus intellectuelle. Le passage du temps est un élément commun à toutes les deux, mais le rythme et la respiration sont différents. Tout se passe comme si, sur le tissu du temps objectif, chronologie et calme, un autre se dessinait : un temps subjectif, intérieur, plus tourmenté, qui n'obéit qu'aux lois de la décomposition et de l'usure, mais qui — au bord de l'épuisement — est capable de puiser l'énergie dans l'existence « extérieure », ordinaire. Dès que nos héros prennent part à la vie du village, ils sont imperceptiblement imprégnés de résolutions, d'une activité qui se met à travailler à l'encontre de l'abandon. »
- Jacques Siclier[Note 1] : « Tant de cérébralité chez une jeune femme a quelque chose d'affligeant. […] Agnès Varda doit être bien séduisante pour qu'on ait défendu La Pointe courte avec autant de mauvaise foi »[Note 2].
- Un pêcheur du quartier de La Pointe courte[Note 3] : « Ce serait très bien s'il n'y avait pas ces deux bourriques. » (Les deux bourriques étaient les acteurs Monfort et Noiret...).
- The Wall Street Journal[5],[Note 4] : « Mme Varda, décédée au début de cette année à l'âge de 90 ans, a commencé sa carrière de réalisatrice en tant que pionnière de la Nouvelle Vague française et a continué en effectuant un vivifiant travail tout au long de sa vie, incluant films de fiction, documentaires, films d'essai, photographies et installations artistiques. […] Elle réalise son premier long métrage, La Pointe courte, à Sète, en France, où sa famille a vécu après avoir fui la Belgique en temps de guerre. Mélange de faits quotidiens et de fiction, d'acteurs professionnels et non professionnels, le film dépeint à la fois la rude vie de familles de pêcheurs et la balade onirique d'un couple marié joué par Silvia Monfort et Philippe Noiret. Ses visuels en noir et blanc partagent avec ses premières photographies un œil pour le cadrage, les textures et l'organisation des figures dans l'espace. »

## Distinctions

### Récompenses
- Prix de l'Âge d'or 1955
- Grand Prix du film d’avant-garde de Paris 1955

### Sélection
- Festival international du film de Melbourne 2013 : sélection « Masters and Restorations »[6].
- Festival de Cannes 2019 : affiche rendant hommage à la témérité d'Agnès Varda (au sens propre comme au figuré) qu'on voit juchée sur le dos d'un technicien lors d'une prise de vue de La Pointe courte (graphisme de Flore Maquin)[7].

## Analyse
Sans expérience cinématographique, Agnès Varda, jusqu'alors photographe attitrée du TNP de Jean Vilar, tisse, comme malgré elle, les prémices de ce que sera la Nouvelle Vague. Avec peu de moyens, en décors naturels et avec le jeu volontairement minimaliste d'un couple de comédiens dont le hiératisme issu de l’art de la tragédie détonne par rapport à la figuration locale, le premier film de Varda va à la fois déconcerter le public et inspirer toute une génération de jeunes cinéastes.
Le film est le premier dans lequel Philippe Noiret interprète un personnage principal : il n'avait fait jusque-là que des figurations.